# Ella Cinders (film)
Ella Cinders è un film statunitense del 1926, diretto da Alfred E. Green, ispirato all’omonima serie a fumetti.

## Trama
Ella Cinders è maltrattata dalla madre Ma e dalle sorellastre Lotta e Prissy, che non vogliono farla partecipare al ballo relativo ad un concorso di bellezza che si tiene nella loro cittadina, Roseville. In palio c’è un soggiorno ad Hollywood, con la possibilità di essere scritturata per una futura carriera di attrice.
Il locale venditore ambulante di ghiaccio, Waite Lifter, amico di Ella, tuttavia riesce ad introdurla al ballo (dove opportunamente perde una scarpetta), e, alla fine, grazie anche alla fotografia che ha inviato per il concorso, che la ritrae mentre fa una smorfia dovuta ad una mosca che le si è posata sul naso durante lo scatto, vince la competizione e va ad Hollywood in treno, dividendo lo scompartimento con diversi nativi americani nei loro pittoreschi costumi tradizionali.
Il concorso si rivela essere una truffa, ma Ella, dopo diverse traversie riesce comunque ad introdursi nel mondo del cinema e ad ottenere un vantaggioso contratto.
Frattanto Waite, che si rivela essere l’eccentrico figlio di un facoltoso uomo d’affari, si reca ad Hollywood, dove incontra per caso Ella. Di lì a poco i due si sposano e concepiscono un figlio che, dopo qualche anno, si divertirà, come il padre, a sedere alla guida di un piccolo carretto del ghiaccio.